# Liste der Monuments historiques in Saint-Yvi
Die Liste der Monuments historiques in Saint-Yvi führt die Monuments historiques in der französischen Gemeinde Saint-Yvi auf.

## Liste der Bauwerke
| Bezeichnung                         | Beschreibung | Standort | Kennzeichnung | Schutzstatus | Datum | Bild           |
| ----------------------------------- | ------------ | -------- | ------------- | ------------ | ----- | -------------- |
| Kapelle Notre-Dame in Locmaria-Hent |              | (Lage)   | PA00090443    | Classé       | 1910  | weitere Bilder |
| Kirche Notre-Dame                   |              | (Lage)   | PA00090444    | Inscrit      | 1932  | weitere Bilder |
| Manoir de Toulgoat (Herrenhaus)     |              | (Lage)   | PA00090445    | Inscrit      | 1932  |                |

## Liste der Objekte
- Monuments historiques (Objekte) in Saint-Yvi in der Base Palissy des französischen Kultusministerium